# 2008 en Géorgie
Cet article présente les faits marquants de l'année 2008 en Géorgie.

## Évènements

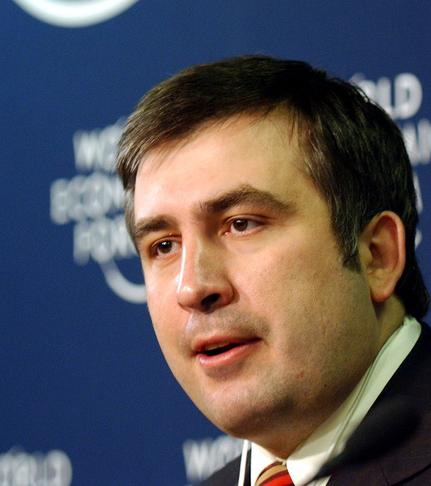
Mikheil Saakachvili (janvier 2004).

### Janvier
- Samedi 5 janvier 2008 : élection présidentielle remportée par le président sortant pro-occidental, Mikheil Saakachvili. L'opposition dénonce des irrégularités. Autres référendums sur l'OTAN et la date des élections.

### Février
- Mercredi 13 février 2008 : l'opposant géorgien Badri Patarkatsichvili décède d'une crise cardiaque à Londres. Scotland Yard parle d’abord de « mort suspecte ». Milliardaire et puissant homme d'affaires, il a été durant des années le bras droit de Boris Berezovski et avait une réputation de « parrain ». Après 2000, il s'était imposé comme un acteur clé du système politico-économique de la Géorgie indépendante et développa un système de pratiques clientélistes. Convaincu d'avoir tenté d'organiser un coup d'État en mai 2007 contre le président Saakachvili qui fut finalement réélu. Badri, accusé de haute trahison, dut partir en exil en septembre.

### Avril
- Dimanche 13 avril 2008 : les deux régions séparatistes prorusses, l'Abkhazie et l'Ossétie du Sud, rejettent le plan du président Mikheil Saakachvili leur offrant des responsabilités administratives accrues.

- Mercredi 16 avril 2008 : le président russe Vladimir Poutine annonce que la Russie va établir des représentations diplomatiques équivalentes à des semi-ambassades avec les gouvernements séparatistes de l'Abkhazie et de l'Ossétie du sud. Une importante partie de leur population possède désormais le passeport russe et a voté lors des dernières élections russes. L'accélération du processus de russification est une réponse à l'indépendance du Kosovo et au principe adopté par le récent sommet de Bucarest d'adhésion de l'Ukraine et de la Géorgie à l'OTAN. Plus de huit Abkhazes sur dix sont désormais dotés de passeports russes.

- Jeudi 17 avril 2008 : le gouvernement géorgien demande la convocation d'une réunion extraordinaire du Conseil de sécurité de l'ONU pour réussir à faire revenir le gouvernement russe sur sa décision de coopérer plus étroitement avec les deux régions séparatistes géorgiennes.

- Vendredi 18 avril 2008 : le président russe Vladimir Poutine annonce sa volonté de « normaliser » ses relations avec la Géorgie : rétablissement des relations postales, levées des restrictions sur la délivrance des visas russes aux Géorgiens, ouverture du marché russe aux produits géorgiens. Le ministre des Affaires étrangères, Davit Bakradze, déclare : « La Russie essaye d'annexer un tiers du territoire de la Géorgie et propose d'améliorer ses relations avec les deux tiers restants. »

- Lundi 21 avril 2008 : le commandant de l'armée de l'air géorgienne accuse un Mig-29 — en fait ce serait un L 39 — de l'aviation russe d'avoir abattu un drone géorgien (« un aéronef non armé et sans équipage ») au-dessus de l'Abkhazie (« du territoire géorgien »). Le drone est un Hermes 450 (450 kg, 10 m) de fabrication israélienne. Il a été abattu dimanche au sud de la bourgade de Gali.

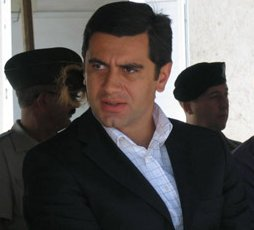
Irakli Okrouachvili (août 2005)

- Mercredi 23 avril 2008 : l'opposant politique et ancien ministre de la Défense, Irakli Okrouachvili, condamné pour corruption passive, obtient de la France, l'asile politique, accordé par l'Office français de protection des réfugiés et apatrides (OFPRA).

### Mai
- Mardi 6 mai 2008 : le ministre des Affaires étrangères annonce que la Géorgie se retire de l'accord de défense aérienne signé avec la Russie en 1995 et traitant du « développement d'un système unifié des systèmes de défense antiaérienne entre les pays de la CEI ». La Russie accuse la Géorgie de préparer une « opération militaire » contre l'Abkhazie et juge cette décision comme révélatrice de la « tendance » de la Géorgie « à accentuer la confrontation ».

- Jeudi 8 mai 2008 :
  - Le président géorgien Mikheil Saakachvili déclare que la Russie et la Géorgie sont « proches d'une guerre ». Les consultations diplomatiques se multiplient.
  - Le ministère russe de la Défense porte ses effectifs en Abkhazie à 2 542 soldats, soit moins que les 3 000 autorisés par les accords de cessez-le-feu de 1994, à la suite du conflit sanglant de 1992-1993 entre Abkhazes et géorgiens. Le chef de la mission militaire de l'ONU, le général pakistanais Niaz Muhammad Khan Khattak, estime que les renforts russes ne contreviennent pas aux dispositions de l'opération de maintien de la paix.

- Lundi 12 mai 2008 : cinq ministres des Affaires étrangères de l'UE se rendent à Tbilissi pour évaluer la situation et tenter d'« éviter une escalade des tensions ».

- Jeudi 15 mai 2008 : le ministère de la Défense russe accuse les pays de l'OTAN de «  déstabiliser » la région du Caucase en aidant militairement la Géorgie, alors la tension se fait plus importante entre la Géorgie et les deux régions séparatistes.
- Mercredi 21 mai : les élections législatives sont remportées par le Mouvement national uni du président Mikheil Saakachvili avec 61 % des suffrages.

- Mercredi 21 mai 2008 : élections législatives émaillées par deux nombreux incidents remportées par le parti du président Mikheil Saakachvili, le « Mouvement national du Président » (59,31 %), avec 120 sièges sur 150, face à l'opposition des neuf autres partis, regroupés dans le « Conseil de l'opposition » (17,61 %). Ils appellent à une manifestation pour dénoncer les fraudes et les pressions diverses et une « poutinisation » du régime. Un car de géorgiens se rendant d'Abkhazie vers les bureaux de vote de Zougdidi en Géorgie a été attaqué à la mitraillette et détruit au lance-grenades.

- Jeudi 22 mai 2008 : les observateurs de l'OSCE estiment dans leur rapport que les élections législatives ont été « irrégulières et incomplètes », mais constituant un progrès par rapport à la présidentielle, le chef de la délégation, Mátyás Eörsi, demande à l'opposition d'accepter sa défaite.

### Août
- Jeudi 7 août : début de la Deuxième guerre d'Ossétie du Sud.

- Vendredi 15 août : cessez-le-feu en Géorgie.

### Novembre
- Jeudi 13 novembre 2008 : le président Mikheil Saakachvili est en visite officielle à Paris. Il estime que « la Géorgie reste dans une zone de danger » et que « l'Europe ne doit pas sous-estimer la menace que le régime de Poutine fait peser sur ses voisins ». Revenant sur la guerre du mois d'août, il déclare « Je ne regrette pas la décision du 7 août, car je suis persuadé que nous n'avions pas d'autre choix (…) Toutes les provocations russes depuis des mois menaient à la guerre. Dès 2006, Poutine m'avait dit qu'il était favorable au scénario de Chypre-Nord pour l'Ossétie et l'Abkhazie, c'est-à-dire un scénario d'occupation militaire. Mais les Occidentaux nous demandaient de faire comme si de rien n'était (…) On peut toujours dire que c'est la Pologne qui a déclenché la Seconde Guerre mondiale en abattant deux soldats allemands. Mais qui a envahi qui finalement ? »

- Lundi 17 novembre 2008 : un drone russe s'écrase sur un village géorgien tuant deux policiers. Le gouvernement russe dément.

- Dimanche 23 novembre 2008 : alors que le président Mikheil Saakachvili est de passage sur l'ancienne zone des combats près de l'Ossétie du sud, accompagné par le président polonais Lech Kaczyński, le cortège présidentiel essuie des tirs en provenance de la province séparatiste.

### Décembre
- Vendredi 4 décembre 2008 : les ministres géorgiens de la Défense et des Affaires étrangères sont démis de leurs fonctions, quatre mois après la guerre russo-géorgienne.

- Jeudi 18 décembre 2008 : selon une enquête parlementaire, le gouvernement aurait commis « des erreurs graves » lors de la guerre du mois d'août avec la Russie.

- Lundi 22 décembre 2008 : l'Organisation pour la sécurité et la coopération en Europe (OSCE) annonce le retrait de sa mission de Géorgie au 1er janvier après l'opposition de la Russie à la prolongation de son mandat qui s'achève le 31 décembre. Le gouvernement géorgien accuse la Russie de vouloir cacher des « crimes de guerre » en s'opposant à la prolongation de la mission de l'OSCE. Le président Mikheil Saakachvili révèle la négociation en cours d'un « accord de partenariat stratégique » avec les États-Unis.

- Mardi 23 décembre 2008 : l'ambassadeur géorgien auprès de l'ONU Alexandre Lomaïa dénonce les « mensonges cyniques » de la Russie qui a affirmé que la Géorgie a commis un acte de génocide contre l'Ossétie du Sud. La Géorgie a été la première à appeler à une enquête internationale sur le conflit et elle coopère étroitement avec la mission de l'Union Européenne qui enquête sur la guerre.

### Abkhazie
- Vendredi 7 mars 2008 : à la suite de l'indépendance du Kosovo, la Russie lève désormais toutes ses restrictions commerciales à l'encontre de la région pro-russes et sécessionniste de la Géorgie.

- Dimanche 20 avril 2008 : les forces armées sécessionnistes de la région d'Abkhazie annoncent avoir abattu un avion espion géorgien sans pilote dans le district de Gali.

- Lundi 28 avril 2008 : le « ministre des Affaires étrangères » de l'Abkhazie, Sergueï Chamba a déclaré que le territoire était prêt à devenir un « protectorat militaire » russe et à accueillir des bases militaires russes.

- Jeudi 1er mai 2008 : une colonne de blindés et un millier de soldats russes ont traversé l'Abkhazie pour prendre position à la frontière avec la Géorgie. Quelque trois mille soldats russes sont désormais installés sur le territoire abkhaze. Selon le chef de la diplomatie russe, Sergueï Lavrov : « La Russie n'a pas l'intention d'entrer en guerre. [...] les dirigeants géorgiens envisagent une résolution musclée du problème abkhaze et sud-ossète. [Le gouvernement géorgien] achète, aussi bien ouvertement que de manière dissimulée, une grande quantité d'armements offensifs ».

- Dimanche 4 mai 2008 : les forces de la république séparatiste prorusse affirment avoir abattu deux autres drones géorgiens, deux semaines après un incident similaire.

- Jeudi 8 mai 2008 : 
  - Le président géorgien Mikheil Saakachvili déclare que la Russie et la Géorgie sont « proches d'une guerre ». Les consultations diplomatiques se multiplient.
  - Le ministère russe de la Défense porte ses effectifs en Abkhazie à 2 542 soldats, soit moins que les 3 000 autorisés par les accords de cessez-le-feu de 1994, à la suite du conflit sanglant de 1992-1993 entre Abkhazes et géorgiens. Le chef de la mission militaire de l'ONU, le général pakistanais Niaz Muhammad Khan Khattak, estime que les renforts russes ne contreviennent pas aux dispositions de l'opération de maintien de la paix.

- Mercredi 18 juin 2008 : le président russe Dmitri Medvedev qualifie de « provocations inadmissibles » l'interpellation de quatre soldats russes par des forces géorgiennes.